# Escala de Danjon
L'escala de Danjon és una escala d'enfosquiment causat per l'opacitat de l'atmosfera terrestre afectada pels núvols i la pols en suspensió, emprada en l'estudi d'un eclipsi lunar. Va ser creada per André Danjon per a la qualificació de la foscor total dels eclipsis lunars.

## Graus de l'escala de Danjon
La magnitud s'abreuja L i varia de L = 0, molt fosc, a L = 4, clar.
L'escala de graduació d'eclipsis lunars de Danjon és la següent:
L = 0: Eclipsi molt fosc. Lluna gairebé invisible, especialment en la meitat del total.
L = 1: Eclipsi fosc, en color gris o marronós. Detalls distingibles amb dificultat.
L = 2: Eclipsi vermell fosc o de color vermellós. Ombra central molt fosca, mentre que la vora exterior del con d'ombra és relativament brillant.
L = 3: Eclipsi vermell maó. L'ombra llindar en general té una vora brillant o groc.
L = 4: Eclipsi molt lluminós, vermell rogenc o eclipsi taronja. L'ombra llindar és blavosa i té una vora molt brillant.